# العلاقات الإكوادورية اليمنية
العلاقات الإكوادورية اليمنية هي العلاقات الثنائية التي تجمع بين الإكوادور واليمن.

## مقارنة بين البلدين
هذه مقارنة عامة ومرجعية للدولتين:
| وجه المقارنة                                              | الإكوادور                      | اليمن                   |
| --------------------------------------------------------- | ------------------------------ | ----------------------- |
| المساحة (كم2)                                             | 283.56 ألف                     | 555.00 ألف              |
| عدد السكان (نسمة)                                         | 16.62 مليون                    | 28.25 مليون             |
| الكثافة السكانية (ن./كم²)                                 | 58.61                          | 50.9                    |
| العاصمة                                                   | كيتو                           | صنعاء عدن (عاصمة مؤقتة) |
| اللغة الرسمية                                             | اللغة الإسبانية، كيشوا ‏، شوار ‏ | اللغة العربية           |
| العملة                                                    | دولار أمريكي، سوكري إكوادوري   | ريال يمني               |
| الناتج المحلي الإجمالي (بليون دولار)                      | 103.06 مليار                   | 18.21 مليار             |
| الناتج المحلي الإجمالي (تعادل القوة الشرائية) بليون دولار | 185.24 مليار                   | 75.69 مليار             |
| الناتج المحلي الإجمالي الاسمي للفرد دولار أمريكي          | 6.21 ألف                       | 1.41 ألف                |
| الناتج المحلي الإجمالي للفرد دولار أمريكي                 | 11.37 ألف                      |                         |
| مؤشر التنمية البشرية                                      | 0.746                          | 0.498                   |
| رمز المكالمات الدولي                                      | +593                           | +967                    |
| رمز الإنترنت                                              | .ec                            | .ye                     |
| المنطقة الزمنية                                           | 00                             | ت ع م+03:00             |

## منظمات دولية مشتركة
يشترك البلدان في عضوية مجموعة من المنظمات الدولية، منها:
| علم المنظمة | اسم المنظمة                                                | تاريخ انضمام الإكوادور | تاريخ انضمام اليمن |
| ----------- | ---------------------------------------------------------- | ---------------------- | ------------------ |
|             | يونسكو                                                     | 22 يناير 1947          | 2 أبريل 1962       |
|             | مؤسسة التمويل الدولية                                      | 20 يوليو 1956          | 22 مايو 1970       |
|             | منظمة حظر الأسلحة الكيميائية                               | ?                      | ?                  |
|             | مؤسسة التنمية الدولية                                      | 7 نوفمبر 1961          | 22 مايو 1970       |
|             | وكالة ضمان الاستثمار متعدد الأطراف                         | 12 أبريل 1988          | 12 مارس 1996       |
|             | الاتحاد البريدي العالمي                                    | ?                      | ?                  |
|             | الاتحاد الدولي للاتصالات                                   | 17 أبريل 1920          | 1931               |
|             | منظمة الشرطة الجنائية الدولية                              | ?                      | ?                  |
|             | الأمم المتحدة                                              | 21 ديسمبر 1945         | 30 سبتمبر 1947     |
|             | البنك الدولي للإنشاء والتعمير                              | 28 ديسمبر 1945         | 3 أكتوبر 1969      |
|             | العملية المشتركة للاتحاد الأفريقي والأمم المتحدة في دارفور | ?                      | ?                  |

## وصلات خارجية
- موقع وزارة الخارجية الإكوادورية